# Cicindela puritana
Cicindela puritana é uma espécie de escaravelho da família Cicindelidae.
É endémica dos Estados Unidos da América.